# Bagou, Benin
Bagou är ett arrondissement i kommunen Gogounou i Benin. Den hade 20 631 invånare år 2002.